# Prétendant au trône byzantin
En 1453, après la chute de l'Empire Byzantin, plusieurs princes européens revendiqueront le titre d'empereur byzantin.

## Paléologue (1453-1494, 1498-1502)
Dès la mort de Constantin XI en 1453, son frère Thomas Paléologue, dernier fils de l'empereur Manuel II, devient le seul prétendant au trône impérial byzantin jusqu'à sa propre mort en 1465.
Son fils André Paléologue lui succéda de 1465 à 1494, date à laquelle il vendit ses titres au roi de France Charles VIII.
À la mort de Charles VIII en 1498, André reprit ses prétentions. En 1502, à sa mort il lègue ses prétentions par testament à Ferdinand d'Aragon.

## Rois de France (1494-1830) puis prétendants

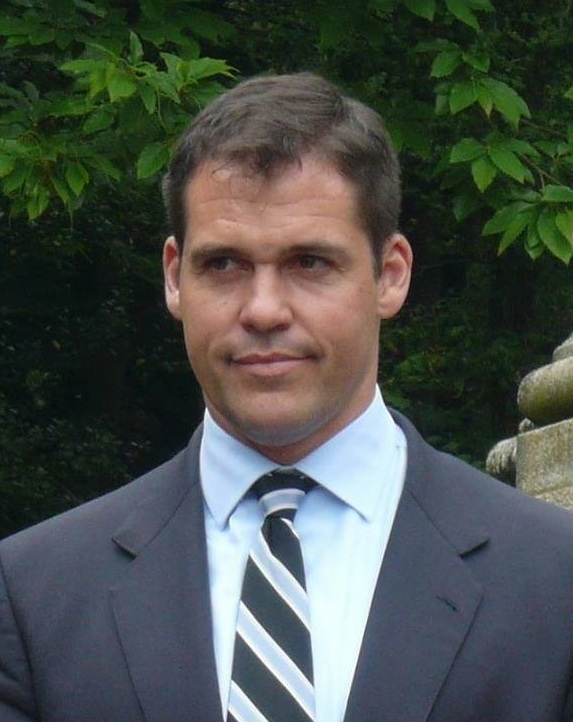
Louis XX, ainé des capétiens.

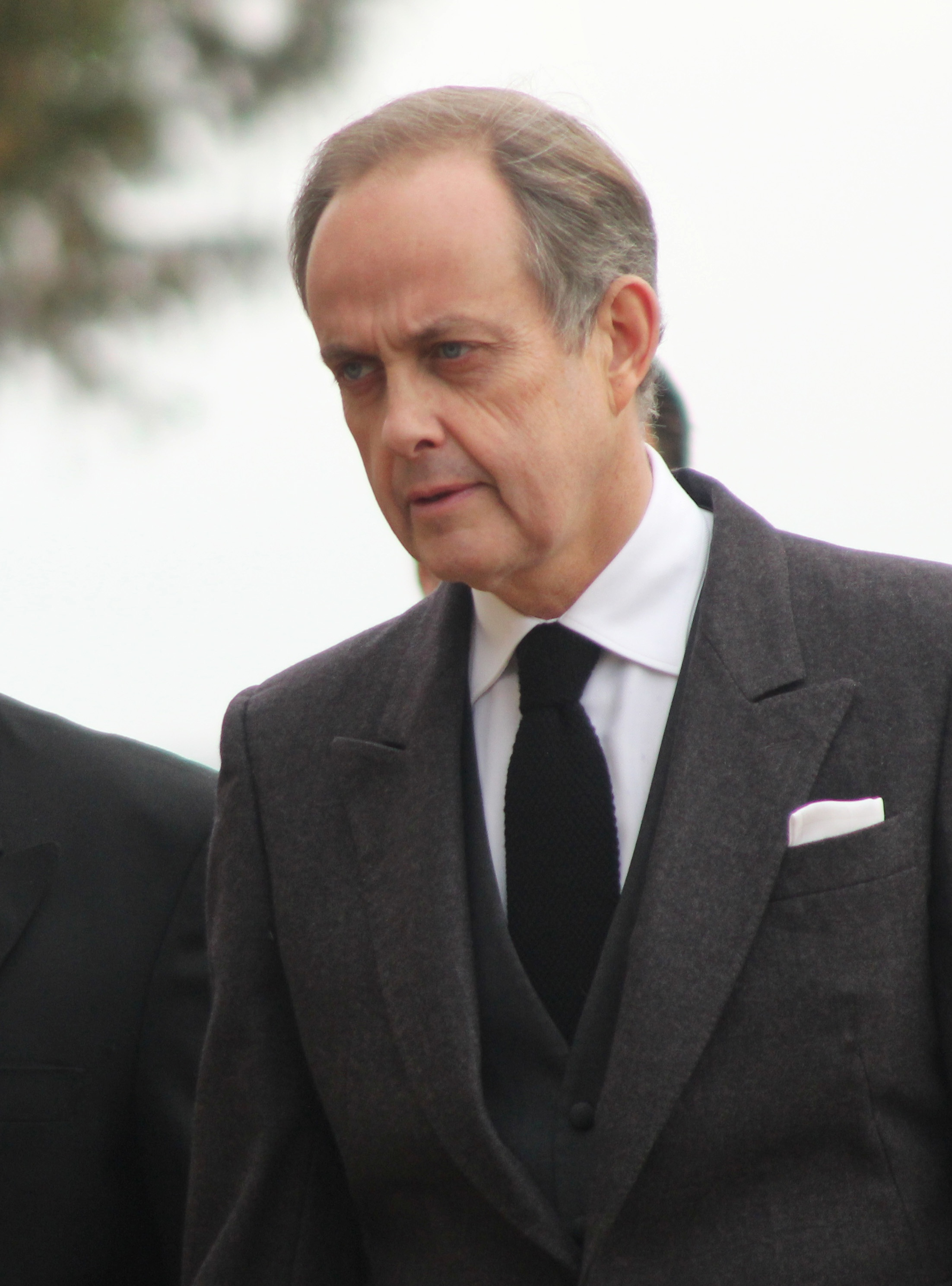
Jean d'Orléans, prétendant fusionniste au trône de France

### Valois (1494-1589)
À la mort de Charles VIII, ses descendants, les rois de France Louis XII, François Ier, Henri II, François II, Charles IX et Henri III revendiquèrent successivement le titre d'empereur byzantin.

### Bourbons de France (depuis 1589)

#### Rois de France (1589-1830)
Bien que ne descendant d'aucun empereur byzantin, en héritant du royaume de France, Henri IV hérita également des autres titres et prétentions d'Henri III.
Bien que le titre d'empereur byzantin n'ai jamais été une préoccupation majeure pour les Bourbons, les descendants d'Henri IV, Louis XIII, Louis XIV, Louis XV, Louis XVI, Louis XVII, Louis XVIII et Charles X en héritèrent.

#### Branche d'Artois (1830-1883)
Après la destitution de Charles X en 1830, celui-ci continua ses prétentions sur le trône de France et donc de Byzance jusqu'à sa mort en 1836 (la loi salique rendant nulle toute démission d'un roi de France). Après son décès, son fils Louis XIX lui succéda avant de s'éteindre lui-même en 1844, laissant son petit fils Henri V lui succéder jusqu'à sa propre mort en 1883.
La mort d'Henri V mit fin à la branche d'Artois et entérina un conflit dynastique opposant les prétendants légitimistes aux prétendants orléanistes désormais fusionnistes (se déclarant à la fois héritiers du roi des Français et des rois de France).

#### Branche d'Anjou (depuis 1883)
Désormais ainé des Capétiens, Jean III, descendant de Philippe V devint, en 1883, prétendant au trône de France, son fils ainé Charles XI, son petit fils Jacques Ier et son second fils Charles XII lui succédèrent successivement.
La mort sans héritier de Charles XII en 1936 fit du roi d'Espagne Alphonse XIII l'ainé des Capétiens et le prétendant au trône de France sous le nom d'Alphonse Ier. Bien que le fils ainé de celui-ci fut écarté du trône d'Espagne, il devint prétendant au trône de France sous le nom d'Henri VI et transmis ses prétentions à son fils Alphonse II puis à son petit fils Louis XX.

#### Branche d'Orléans (depuis 1883)
En 1883, après le décès d'Henri V, les descendants du roi des Français Louis-Philippe se prétendirent également héritier des rois de France en tant que descendants de Louis XIII.
Ils sont Philippe VII, Philippe VIII, Jean III, Henri VI, Henri VII et Jean IV.

## Rois d'Espagne (depuis 1502)

### Trastamare (1502-1555)
En 1502, Ferdinand II est désigné empereur byzantin par le testament d'André Paléologue.
À sa mort en 1516, ce titre revient à sa fille, Jeanne la Folle qui sera co-reine avec son mari, Philippe le Beau puis son fils, Charles Quint jusqu'à la mort de celle-ci en 1555.

### Habsbourg (1504-1700)
Philippe de Habsburg devient roi de Castille par son mariage avec Jeanne de Trastamare. Après son décès, ses descendants, Charles Quint, Philippe II, Philippe III, Philippe IV et Charles II lui succèdent.

### Bourbons d'Espagne (depuis 1700)

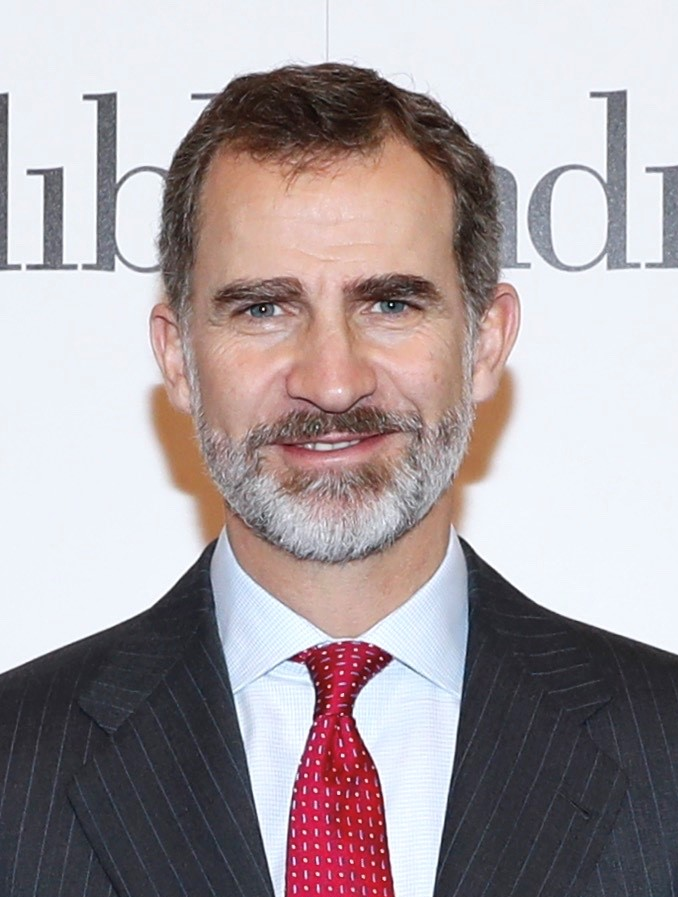
Felipe VI, roi d'Espagne

#### Rois d'Espagne (1715-1833)
Philippe V, arrière petit-fils de Philippe IV, prétendant au trône d'Espagne depuis 1700 devient roi en 1715 à la fin de la guerre de succession d'Espagne.
Louis Ier, Ferdinand VI, Charles III, Charles IV, Ferdinand VII lui succèdent.
En 1833 Isabelle II, la fille de Ferdinand VII succède à ce dernier aux dépens de son frère Charles V.
Les descendants d'Isabelle II, Alphonse XII, Alphonse XIII, Juan Carlos Ier et Felipe VI se succèdent jusqu'à aujourd'hui sur le trône d'Espagne.

#### Prétendants carlistes (1833-1936)
Estimant que l'abrogation de la loi salique par Ferdinand VII était inconstitutionnelle, Charles V se proclama roi d'Espagne.
Ses descendants, Charles VI, Jean III, Charles VII, Jacques III et Alphonse-Charles Ier se succédèrent.
La mort sans enfants d'Alphonse-Charles Ier en 1936 fit du roi d'Espagne Alphonse XIII l'héritier des prétendants carlistes.
À sa mort, l'ainé de ses fils lui ayant survécu, Jacques IV fut écarté du trône provoquant à nouveau une division entre carlistes partisans de la loi salique et soutiens du roi d'Espagne. Il aura un fils, Louis qui ne prétendra jamais au trône d'Espagne.

### Habsbourg d'Autriche (depuis 1700)

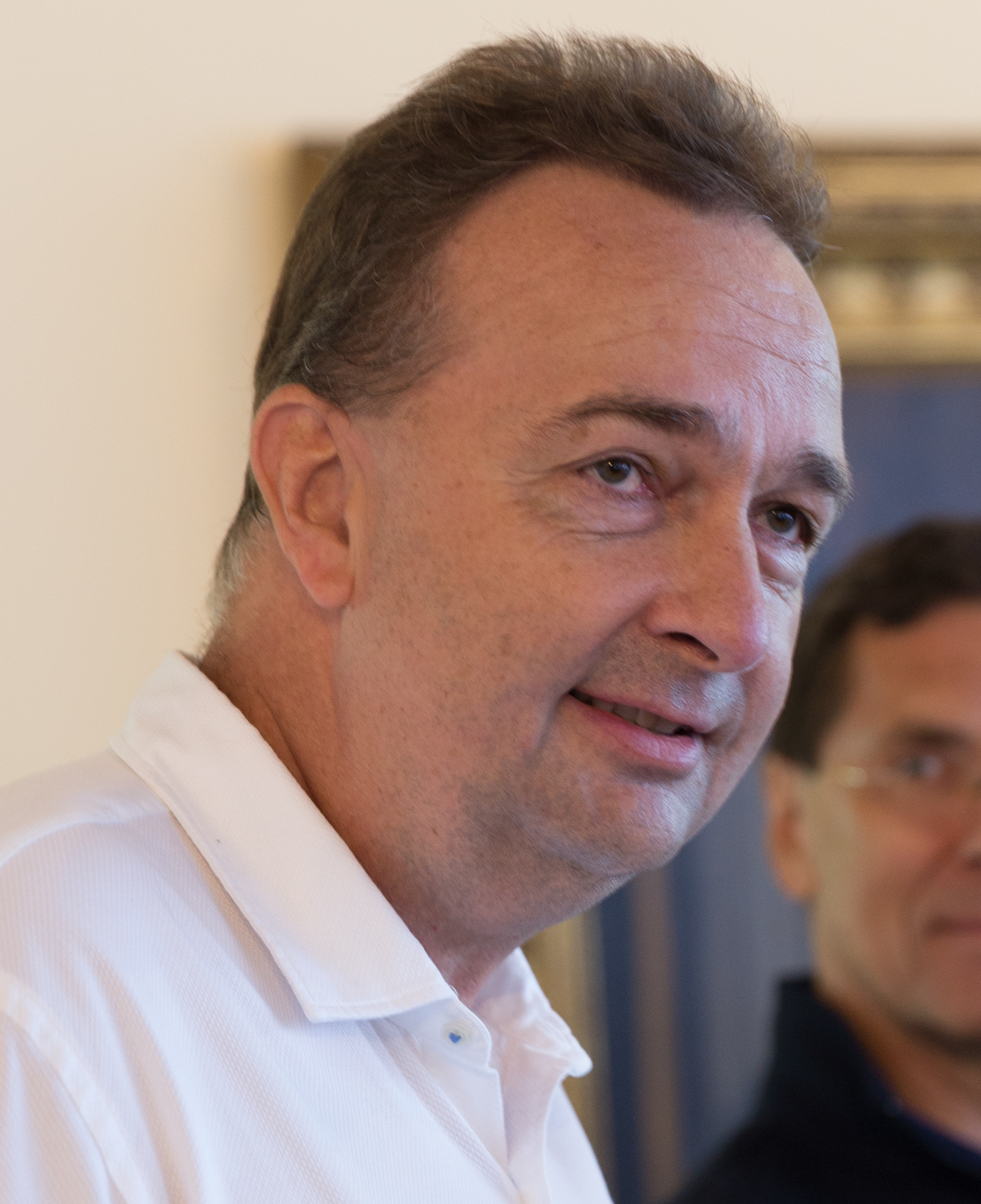
Charles, ainé des Habsbourg-Lorraine

Après l'extinction des Habsbourg d'Autriche, Charles VI, descendant du frère cadet de Charles Quint prétend au trône d'Espagne. Bien que l'issue de la guerre de succession d'Espagne lui soit défavorable, ses héritiers conservent la même légitimité sur le trône d'Espagne.

#### Habsbourg-Lorraine (depuis 1780)
En 1740, à la mort de Charles VI le dernier membre issu de la maison Habsbourg est Marie-Thérèse d'Autriche qui en épousant l'empereur François Ier de Lorraine donnera naissance à la maison de Habsbourg-Lorraine dont les chefs furent Joseph II, Léopold II, François Ier, Ferdinand, François-Joseph, Charles Ier, Othon, Charles II.